# 国際美容連盟
国際美容連盟（こくさいびようれんめい、英称：International Beauty Federation　略称：IBF）は、メイクアップアーティストの育成・支援及び美容業界の発展に貢献するために、国際メイクアップアーティスト認定の民間資格を発行している団体。日本国内でメイク等の美容業を行うには別途厚生労働省の所管する国家資格である美容師免許が必要となる。

## 概要
- 主な活動：国際メイクアップアーティスト認定試験の実施、メイクアップアーティストの育成・活動支援、各種セミナーの開催など。
- 理事：リンダ・メイソン（Linda Mason）、エイジ(Eiji)、香咲弥須子（Yasuko Kasaki）、トーマス・浜田(Thomas Hamada)
- 所在地：〒150-0013　東京都豊島区南池袋1-25-9　今井ビル5F  03-5928-3800
- 会員数：約1000名
- 美容師養成施設ではないため、美容師国家試験の受験資格は得られない。美容師法（昭和32年法律第163号）「美容師は「美容を業とする者」をいい、美容師法に基づき厚生労働大臣の免許を得なければならない。美容師の免許を持たないものは美容を業として行うことはできない。なお、業とは反復継続の意思をもって行うことで、有料・無料は問わない。」

## 活動内容
- 民間資格（国際メイクアップアーティスト、国際メイクアップアーティストインストラクター）認定試験の実施
- 各種技能研修、セミナーの実施
- 加盟校・認定校・登録店の認定および指導
- 会報誌・書籍の発行
- 講師・指導者の派遣
- 各種メディアへの情報提供

## 沿革
- 2002年 メイクアップ、美容業界の発展・向上を目的とし、メイクアップ関連アーティストやスペシャリストたちによって発足。国際メイクアップアーティスト認定開始
- 2003年 加盟校制度開始
  - ミス日本コンテストに協賛
- 2004年 N.Y.Make-up Academy NY校へ留学開始
- 2005年 ヘアスタイリング講座制作-開講
- 2006年 メイクアップ101Essential course制作-開講
- 2007年 プロフェッショナルネイリスト講座制作-開講
- 2008年 メイクアップアーティストになりたい！～どんな仕事？どんな資格～出版（ブラス出版）
  - ジェルネイル講座制作-開講
- 2009年 国際メイクアップアーティスト インストラクター認定講座制作-開講
- 2010年 国際メイクアップアーティスト　インストラクター認定開始
- 2014年 ダイヤモンドボディデザイン講座制作-開講
- 2015年 ヘアスタイリング講座プロコ－ス制作-開講
- 2017年 メイクアップビューティセラピスト検定開始
- 2020年 IBFビューティプロショップオープン

## 特徴
特定の化粧品メーカー、ブランド、アーティストを紹介、支援するものではなく、メイクアップ技術のグローバルスタンダード、世界的に通用する基準となる技術レベルを設定し、美容業界全体の発展・向上に寄与することを目的としている。
IBFが定義するメイクアップアーティスト
メイクアップ技術を持ち、時代のモードを理解し、その人が持つ美しさを引き出し、表現したとき、“メイクアップアート”となり、その表現者が“メイクアップアーティスト”と定義している。
IBF国際美容連盟認定の国際メイクアップアーティスト資格
IBFが年4回実施する、同資格認定試験合格者をIBFが認定している。有資格者は、メイクアップアーティストとして活動するためのさまざまな支援を受けることができる。
主催セミナー
MOTOKO  from L.A.メイクアップアーティスト、IBF認定講師MOTOKOによるメイクアップセミナーをはじめ、国内外のメイクアップアーティストによるセミナーを実施。毎月開催されるセミナーは、テーマも多岐に渡り、多くのメイクアップアーティスト、メイクスクール学生が参加している。
会報誌 Linque.（リンク）
年4回発行のIBF会報誌。IBFフォトコンテストの告知、N.Y. Report、ファッションウィーク（コレクション）レポート、TGCなどファッション関連イベントレポート、コスメ新製品紹介などの情報を掲載している。

## 関連施設
IBF国内直轄校
IBF認定各種ライセンスにストレートに対応。IBFのスクールとしての指針でありパイロット校であるため海外の普遍的技術も紹介。　
- NYメイクアップアカデミー日本校

IBF海外直轄校
インストラクター資格受験課題の国際課題が免除となる講座を開講するスクール。NYに所在し、紹介する。NYはNYMA上級クラス。　
- NYメイクアップアカデミーNY校

IBF海外紹介校
IBFでは、海外でメイクアップ、ヘアなどを学習することを推奨している。 海外紹介校に留学を希望者には、入学に先立つ問い合わせを代行し、入学手続きの手伝いなどを行なう。
- MUD Make-up Designory（NY）
- Cinema Make up School（ロサンゼルス）
- ザ・ロンドンスクール オブ ビューティ＆メイクアップ（ロンドン）
- Ecole Privee de maquillage Professionel FLEURIMON

IBF法人認定校
法令で定める学校法人で、各種メイクスクール・美容系専門学校・美容系学科を有する大学/短期大学/専門学校において、IBF認定国際メイクアップアーティストインストラクター資格を有する専任講師が存在するスクール。法人認定校では、IBF認定国際メイクアップアーティスト資格試験対応講座を開講。

### IASSインディペンデントアーティストサポートシステム
IA（インディペンデント アーティスト）をIBFが多角的に支援するもの。
講師活動／教室運営をサポートすると同時に、アーティスト活動を支援するため、ウェブサイトで、「IBF認定プライベートオフィス（P.O.）」として、個々のアーティストプロフィールとメイクアップ作品、連絡先などを公表し、アーティストと美容関連業界の橋渡しとなるよう、IBFが広報活動をする。
IBFが定義するインディペンデントアーティストとは、「独立したメイクアップアーティスト」のこと。ヘアメイク事務所に所属したり、その他の企業／団体で働きながらであっても、フリーのアーティストとして活動している事実があれば、「インディペンデントアーティスト」となる。

### IBF認定教室・登録店
国際美容連盟では、IBF認定国際メイクアップアーティストライセンス所持者が主宰または勤務する民間教室をIBF認定教室としている。なお、認定教室ではIBF認定 国際メイクアップアーティスト試験に対応したレッスン・技術指導を行うわけではない。
また、登録店とは、正会員が代表者または勤務するショップ・サロン（美容全般に関わるショップ、美容室、エステサロン等）のことをいう。